# Muzej grada Rijeke
Muzej grada Rijeke opći je kulturno-povijesni, gradski muzej u Rijeci. Sjedište Muzeja grada Rijeke je u Palači šećerane. Ostale lokacije Muzeja grada Rijeke su zgrada sagrađena 1976. godine u dvorištu Guvernerove palače i motorni brod Galeb.
Muzej se bavi prikupljanjem, obrađivanjem i restauriranjem dragocjene građe, organiziranjem istraživačkih projekata, postavljanjem značajnih izložbi i objavljivanjem opsežnih kataloga s temama iz novije gradske povijesti. Selidbom u Palaču šećerane 2020. godine, Muzej grada Rijeke organizirao je stalni postav koji obuhvaća gospodarsku, političku, kulturnu, obrazovnu, znanstvenu, sportsku povijest Rijeke od 18. do 21. stoljeća.

## Povijest

### Osnivanje Muzeja grada Rijeke
Muzej grada Rijeke osnovan je odlukom Gradskog vijeća Grada Rijeke 11. travnja 1994. godine, preimenovanjem bivšeg Muzeja narodne revolucije. Smješten je u parku Guvernerove palače, u zgradi koju je 1976. godine namjenski za muzej projektirao ing. arh. Neven Šegvić.
U proteklih deset godina prikupljena je obrađena i restaurirana dragocjena građa, provedena su brojna istraživanja, priređene zapažene izložbe i objavljeni opsežni katalozi s temama iz gradske povijesti (Riječki mostovi, Parkovna baština Rijeke, Ričina poveda - o manufakturi i industriji na Rječini, Riječke fontane i perila, Riječke škale, Riječka luka, povijest, izgradnja, promet ...)
U ciklusu izložbaba o znamenitim Riječanima, u muzeju je prikazan život i rad istaknutih građana, koji su zadužili grad osobnim doprinosom na raznim poljima npr: u arhitekturi (Igor Emili), fotografiji (Viktor Hreljanović), slikarstvu (Rikard Žic), scenografiji i kostimografiji i dr.

### Muzej narodne revolucije
Muzej narodne revolucije Rijeka osnovan je 30. svibnja 1961. godine odlukom Gradskoga narodnog odbora općine Sušak, sa sjedištem u kući grofa Lavala Nugenta koja se nalazi u Ulici Petra Zrinskog 12 na Sušaku. U studenom 1976. godine Muzej narodne revolucije preseljen je u novu suvremenu, namjenski izgrađenu zgradu, sa stalnim postavom, ustrojenim zbirkama i zadovoljenim muzejskim standardima. Muzejska građa iz fundusa Muzeja narodne revolucije nakon preimenovanja 1994. godine, pohranjena je u pripadajuće zbirke Muzeja grada Rijeke.

## Zbirke muzeja

### Glazbena zbirka
U zbirci se čuvaju izvrsno očuvani, potpuno uporabivi, gramofoni, glazbene kutije i instrumenti koji svjedoče o povijesnom razvoju fonografije i proizvodnje glazbenih instrumenata u stogodišnjem vremenskom razdoblju.

### Likovna zbirka
Sadrži djela likovnih umjetnika, slikara i kipara koji su živjeli i stvarali u Rijeci, slikajući najčešće riječke motive i portrete znamenitih građana Rijeke tijekom povijesti.
Unutar zbirke ustrojene su podzbirke: crteža, grafika, slika, skulptura, scenografije i kostimografija.

### Zbirka dokumentarne građe
Zbirka sadrži razne dokumente iz 19. stoljeće i 20. stoljeća, do danas. U okviru zbirke ustrojene su podzbirke: karata, planova i nacrta grada i njegove okolice; školskih svjedodžbi i diploma; osobnih isprava.

### Zbirka filatelije
Sadrži redovita izdanja poštanskih maraka "Fiume" za razdoblje 1918. – 1924. godine, seriju talijanskih maraka "Republica Sociale" s pretiskom Rijeka-Fiume za razdoblje Vojne uprave 1945. – 1947. godine; redovna i prigodna izdanja jugoslavenskih maraka s motivima Rijeke.

### Zbirka fotografija
Zbirka se sastoji od originalnih fotografija, negativa, dijapozitiva, fotoalbuma i razglednica nastalih u 19. i 20. stoljeću.

### Zbirka kazališne i filmske građe
Zbirka sadrži kazališne plakate opernih, baletnih i dramskih predstava HNK "Ivana pl. Zajca", plakate filmova prikazivanih u Rijeci te kinoklubova "Jadran" i "Liburnija". U zbirci su pohranjeni dokumentarni filmovi riječkih autora, fotografska i kinematografska tehnika.

### Zbirkanumizmatike, vrijednosnica, medalja i odlikovanja
Sadrži novac s riječkim obilježjima, povijesne vrijednosnice, medalje i razna odličja s područja Rijeke i njezine okolice.

### Zbirkaoružja
Uz oružje iz 19. i 20. stoljeća, u zbirci se čuvaju i predmeti iz partizanskih logora, fašističkih zatvora te osobni predmeti sudionika Drugoga svjetskog rata. U zbirci se prikupljaju, obrađuju i čuvaju predmeti i dokumenti iz Domovinskog rata.

### Zbirka tiska
Zbirka se sastoji od primjeraka novina, plakata i stinog tiska s područja Rijeke i okolice iz 19. i 20. stoljeća.

### Zbirka umjetničkog obrta
Sadrži predmete iz vlasništva poznatih riječkih obitelji uglavnom iz 19. i 20. stoljeća, s ustrojenim podzbirkama namještaja, stakla, keramike, odjeće.

### Zbirka varia
Sadrži raznorodnu građu koja svjedoči o povijesti grada Rijeke i materijalnim ostacima građanskog života tijekom 19. i 20. stoljeća.

## Vanjske poveznice
- Službene stranice Muzeja grada Rijeke (hrv.)